# S.T.A.L.K.E.R. Mobile
S.T.A.L.K.E.R. Mobile — гра для мобільних пристроїв на платформі Java ME у жанрі шутера від першої особи з елементами RPG, розроблена українською студією Qplaze за підтримки GSC Game World і видана NOMOC Publishing. Гра вийшла 5 грудня 2007 року і повністю базується на основній грі «S.T.A.L.K.E.R.: Тінь Чорнобиля», фактично будучи міні-доповненням до неї. Це єдина гра серії S.T.A.L.K.E.R., що офіційно вийшла на іншу платформу, крім персональних комп'ютерів під управлінням Windows.

## Ігровий процес
Жанр гри розробником визначається як «тривимірний шутер», але фактично це рейковий шутер від першої особи з елементами RPG: мається на увазі, поряд з елементами звичайного шутера, наявність постійно ворожого щодо гравця довкілля, що, відповідно, має істотно ускладнювати умови виживання. Крім того, для досягнення фіналу гравець повинен виконувати різні місії, хоча це надає йому певну свободу вибору.

## Сюжет

### Передісторія
Дії гри розгортаються в 2008 році, через два роки після «другого вибуху» на Чорнобильській АЕС, а це означає, що хронологічно S.T.A.L.K.E.R. Mobile є приквелом до гри «S.T.A.L.K.E.R.: Чисте небо». Головним героєм гри, так само як і в «S.T.A.L.K.E.R.: Тінь Чорнобиля», є Стрілець, який на той час був ще військовим. Сюжет розповідає про становлення його як «сталкера» та знайомство з Привидом, ключовим персонажем «Тіні Чорнобиля».

### Пролог
Група військових, включно з головним героєм Стрільцем і командиром загону на прізвисько Кеп, отримують секретне завдання і вирушають у Зону. Однак під час перельоту їхній гелікоптер потрапляє під викид, унаслідок чого, не діставшись до мети, вони зазнають аварії на Кордоні в районі АТП і залізничного насипу.

### Дія гри

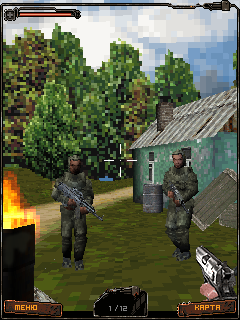
Головний герой Стрілець у таборі сталкерів-одинаків

Прокинувшись, Стрілець, який дивом залишився в живих, знаходить мертвим увесь екіпаж, але Кепа на місці падіння вертольота не виявилося, що дає підстави вважати, що він теж вижив. Зібравши вцілілі припаси і спорядження, Стрілець вирушає в найближчий табір сталкерів-одинаків. Для зв'язку з командиром Стрілець просить у сталкерів рацію, але натомість йому доводиться розібратися з бандитами на АТП і лісовій дорозі. Отримавши рацію і налаштувавшись на потрібну частоту, Стрілець зв'язується з головним командуванням. У штабі йому повідомили, що Кеп виходив на зв'язок, але перестав відповідати і, ймовірно, потрапив у полон до бандитів. Командування передає координати останнього відомого місця розташування командира і наказує його знайти. Діставшись бази бандитів, Стрілець з боєм обшукує всі кімнати. Останній бандит кидає зброю і розповідає, що востаннє Кепа бачили на Звалищі в таборі сталкерів у залізничному депо.
Просто так говорити інформацію про місцезнаходження Кепа сталкери на Звалищі відмовляються і просять спершу знайти для них артефакт. Після того, як Стрілок виконує доручення, вони повідомляють головному герою, що Кеп попрямував у підземелля НДІ «Агропрому», в які можна потрапити через залізничний тунель. Пройшовши через складну систему підземних ходів, минаючи аномалії, Стрілку вдається знайти пораненого командира. Останнім словом Кепа був наказ про ліквідацію вченого Маніковського, який володіє секретною інформацією про Зону. Маніковський потрапив у полон до найманців в одному з корпусів НДІ, але Стрілку вдається його звільнити. Вчений розповідає Стрілку, що скоро вся планета може бути під загрозою перетворення на одну велику Зону, якщо не буде вжито відповідних заходів. Стрілець дозволяє Маніковському продовжити розслідування, а сам на його прохання вирушає на пошуки асистента, вченого Кайзановського в промисловому містечку Росток (Бар).
Кайзановський зустрічає Стрільця з недовірою, але дізнавшись, що Стрілець врятував Маніковського з полону найманців, просить його знайти другу групу вчених на Янтарі, яким теж загрожує небезпека. Коли Стрілець дістався до Янтаря, найманці вже перебили всіх екологів, але вченого на ім'я Кобольд вдається врятувати. Разом із Кобольдом Стрілець повертається в Росток і знаходить сліди перестрілки. Розділившись, Стрілець і Кобольд починають пошуки тих, хто вижив. В одній із кімнат Стрілець знаходить вмираючого Кайзановського, який встигає сказати, що Зона зростає і просить передати флешку з дослідженнями правильним людям.
На виході з будівлі Стрільця зустрічає Кобольд із групою найманців, які відкривають вогонь і забирають флешку. Стрілець знову дивом залишається в живих. Пораненого, його знаходить сталкер на ім'я Привид, який допомагає оговтатися і пропонує покинути Зону. Стрілець не вірить у випадковість виживання під час падіння на гелікоптері та в перестрілці з найманцями, вважає, що його врятувала Зона, хоча Привид налаштований скептично і посилається на погану влучність. Стрілець вирішує залишитися в Зоні та розслідувати її загадки.

## Розробка

### Історія
Напередодні виходу «S.T.A.L.K.E.R.: Тінь Чорнобиля» на початку 2007 року, компанією GSC Game World та видавцем THQ, з рекламною метою і для просування основної гри, було вирішено випустити версію гри для мобільних телефонів на платформі Java ME на платформі Java ME. Оскільки у GSC не було мобільного рушія і досвіду розробки на цій платформі, вони звернулися до українського розробника мобільних ігор, студії Qplaze.
|                                                            | Ця гра стала хітом ще до свого релізу. І наш величезний досвід створення якісних мобільних ігор є запорукою того, що її мобільна версія буде не менш очікуваною і цікавою. Звісно, з огляду на специфіку мобільної платформи, простим портуванням справа не обійдеться - ми створимо свій, унікальний мобільний продукт, який повністю відповідатиме сюжету та духу оригіналу. |
| — Андрій Барановський, голова Qplaze, 19 березня 2007 року | |

Офіційний анонс мобільної версії S.T.A.L.K.E.R.: Shadow of Chernobyl, відбувся 19 березня 2007 року. Було продемонстровано шість скрішотів ранньої версії гри і заявлено, що гра буде тривимірним шутером зі стелс-елементами та міні квестами, а сюжет має пряме відношення до сюжету оригінальної гри для ПК, але не буде повторювати його. Використовуваний тривимірний рушій, дозволяє грі працювати навіть на слабких телефонах. Вихід запланований на вересень 2007 року, видавцем виступить NOMOC Publishing.
16 травня 2007 року Сергій Григорович, оголошує, що GSC Game World збирається анонсувати «кілька наступних продуктів у світі S.T.A.L.K.E.R.» на ігровій виставці Electronic Entertainment Expo в Санта-Моніці. 11 липня на E3 2007, разом з анонсом самостійного доповнення «S.T.A.L.K.E.R.: Чисте Небо», громадськості був представлений перший трейлер мобільної версії «Тіні Чорнобиля», який отримав нову назву — S.T.A.L.K.E.R.. Mobile. Показаний у трейлері «плаваючий приціл» вказує на те, що його записали на емуляторі, оскільки більшість мобільних телефонів і пристроїв того часу не підтримували таку важку гру з унікальним освітленням із кількома джерелами світла і безліччю звуків.
У вересні, на заплановану дату релізу гри, вихід переносять на два місяці і демонструють кілька нових коротких відеороликів ігрового процесу гри. На початку листопада, за місяць до виходу в Мережу витекли дві збірки гри за 5 листопада 2007 року для мобільних телефонів з роздільною здатністю екрана 176×208 і 240×320 пікселів. Передрелізні версії мають низку відмінностей від фінальної версії, з основних можна відзначити значно вищу роздільну здатність і якість більшості текстур, а також деякі зміни в інтерфейсі.

### Вихід
5 грудня 2007 року Qplaze оголошує про офіційний вихід S.T.A.L.K.E.R. Mobile. Незважаючи на те, що розробка гри була спільною з GSC Game World, у фінальній версії, Qplaze були прибрані будь-які згадки GSC, зокрема логотип на вступній заставці. 8 січня 2008 року, щоб пожвавити інтерес до проекту, було опубліковано трейлер, приурочений до виходу гри.
На даний момент у виробництві немає жодного мобільного пристрою, який офіційно підтримується грою. Оскільки гра написана для Java ME телефонів з розширеною підтримкою Java 3D API і не адаптована під сенсорні екрани, її запуск на сучасних смартфонах практично неможливий. Втім, імовірно гра (збірки з відповідною телефону роздільною здатністю екрана) запуститься на сучасних дешевих телефонах без сенсорного екрана.

## Технічні особливості

### Рушій

Відеоскріншот ігрового процесу, що демонструє динамічне освітлення у грі

У грі використано тривимірний мобільний ігровий рушій, розроблений Qplaze. Він дозволяв на той час повною мірою оцінити можливості реалізації полігональних структур на платформі Java ME. При створенні рушія розробники намагалися, щоб системні вимоги гри були низькі і вона змогла запускатися і працювати на більшій кількості телефонів, починаючи з роздільної здатності екрана від 128×128 пікселів. Присутня безліч різних версій: для телефонів з підтримкою тривимірного зображення і без, це наприклад телефони фірми Samsung. Для телефонів, де підтримка передбачена — використовуються повноцінні тривимірні моделі та локації (формат файлів Java3D M3G і Mascot Engine MBAC), а де її немає — використовуються псевдотривимірні спрайти у форматі PNG. У грі реалізовано динамічне освітлення, працює воно так: на локації змінюється кілька разів по колу текстура, тим самим створюючи псевдо-динамічне освітлення. Інші графічні ефекти також були реалізовані на високому рівні. Добре промальовані спалахи від пострілів, трупи вбитих ворогів приймають досить природні пози, а їхні частини тіл не стирчать зі стін. З недоліків можна відзначити, що на маленьких екранах практично не читається текст, крім того, виникають складнощі в управлінні.

### Штучний інтелект
У фінальній версії гри штучний інтелект був значно урізаний порівняно з тією ж збіркою, показаною в трейлері на E3 2007. Підтримує дві варіації дій NPC — атака та взаємодія з гравцем. Взаємодіють ігрові персонажі з гравцем, розмовляючи і торгуючи з ними, також персонаж може видати квести, віддати або взяти який-небудь предмет. Атакують NPC головного героя гри простим способом: ховаючись за укриттями, вони намагаються вбити гравця, а коли головний герой їх помічає, вони ховаються назад.

### Музика
Саундтрек у грі представлений лише головною темою, яка грає в меню гри. Цікаво те, що у версіях гри для телефонів Sony Ericsson мають свою окрему тему. У самій же грі музики немає, проте на стадії розробки вона була присутня у вигляді ембієнта на локаціях і різних фонових звуків. У трейлерах використовувалася композиція «Against the Ionized Odds» українського гурту FireLake, яка була написана для «S.T.A.L.K.E.R.: Тінь Чорнобиля».

## Сприйняття
S.T.A.L.K.E.R. Mobile отримала загалом схвальні відгуки критиків, проте зазнала критики з боку фанатів оригінальної гри. В основному висловлювалося невдоволення через те, що з гри було вирізано велику кількість можливостей, заявлених раніше, продемонстрованих у трейлері з E3 2007 і ранніх скріншотах. Крім того, пересічні гравці критикували неіграбельність гри на деяких мобільних пристроях, примітивність геймплею та одноманітність рейково-шутерної складової. Британський ігровий сайт Pocket Gamer, присвячений мобільним іграм, поставив грі оцінку 6 із 10. Автор огляду похвалив 3D графіку й атмосферу з оригінальної «Тіні Чорнобиля», яку, за його словами, вдалося непогано відтворити. З мінусів відзначив повторюваний ігровий процес. Український портал telefon.com.ua похвалив гру, назвавши її «дуже навіть непоганою, щоб скоротати час». Сайт WorldNokia.ru поставив середню оцінку, негативно відгукнувся про геймплей гри, але оглядач похвалив графіку і звуковий супровід гри.
За статистикою компанії «Інформ-мобіл», S.T.A.L.K.E.R. Mobile в лютому 2009 року посіла дев'яте місце в списку найбільш продаваних мобільних ігор у СНД, а в березні гра піднялась на третє місце. За даними порталу games.djuice.ua гра потрапила на шосте місце в списку найпопулярніших мобільних ігор 2009 року.